# Gravsten

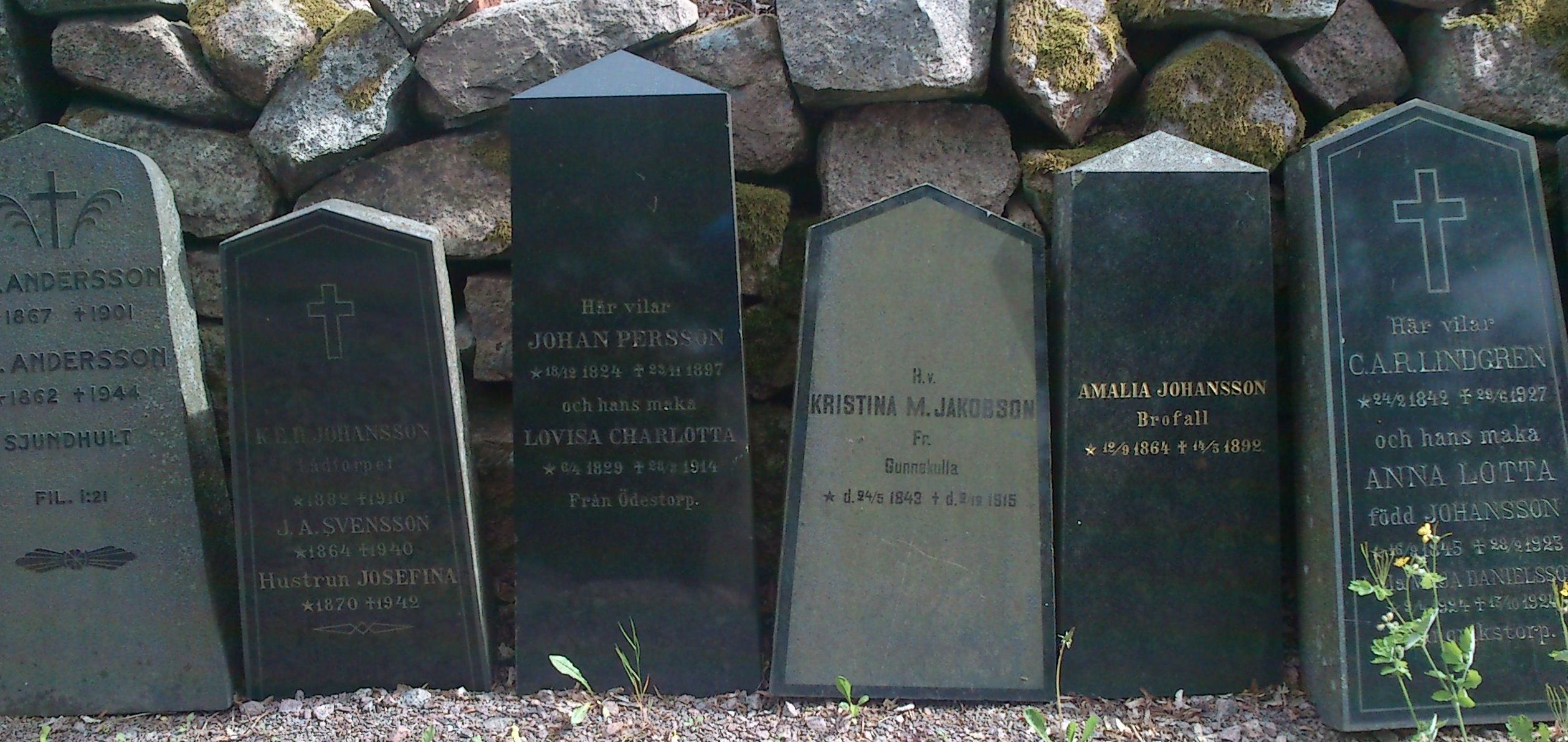
Gravstenar utanför Frödinge kyrka.

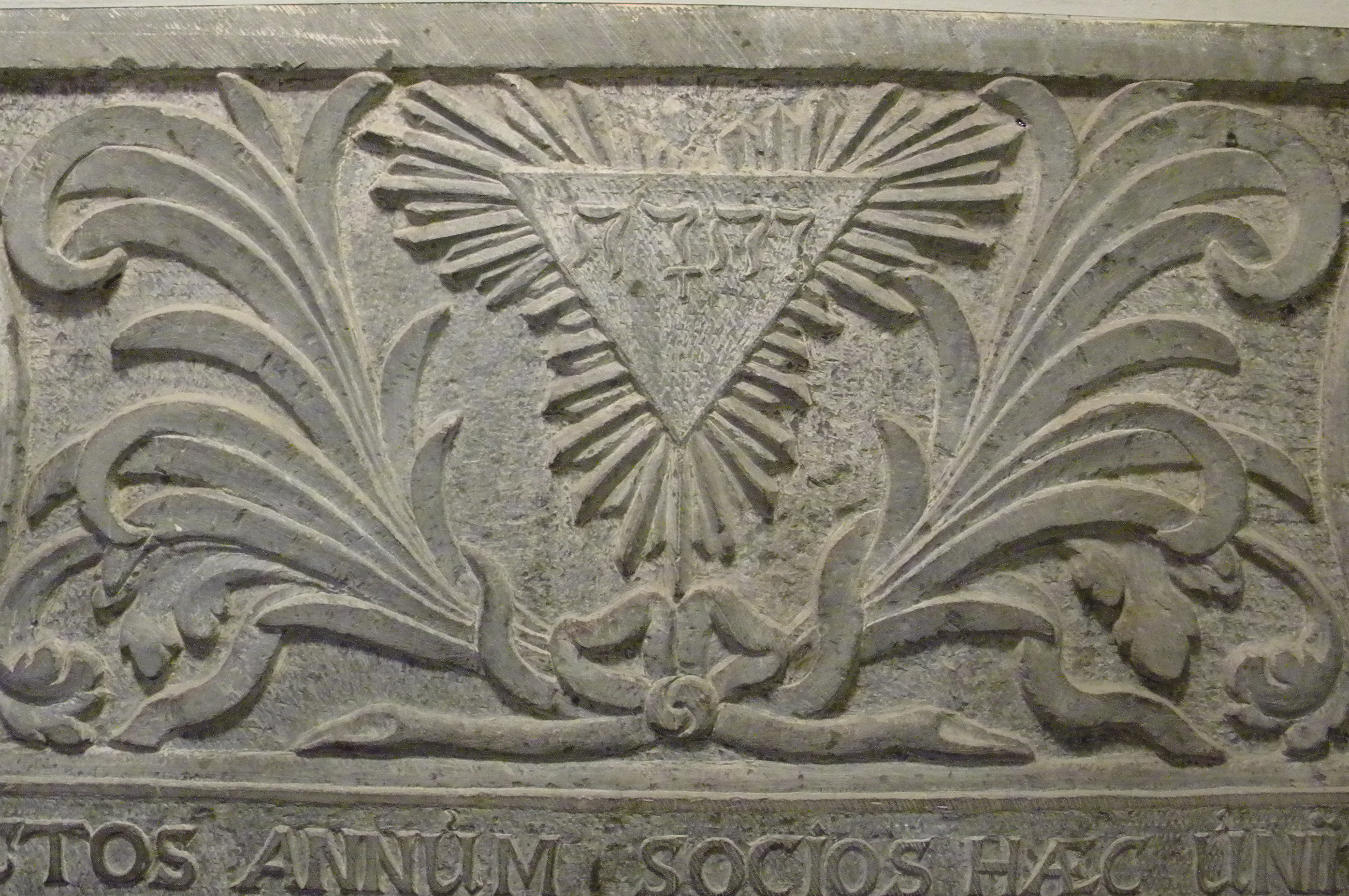
Gravsten från 1731 i Sofia Albertina kyrka i Landskrona.

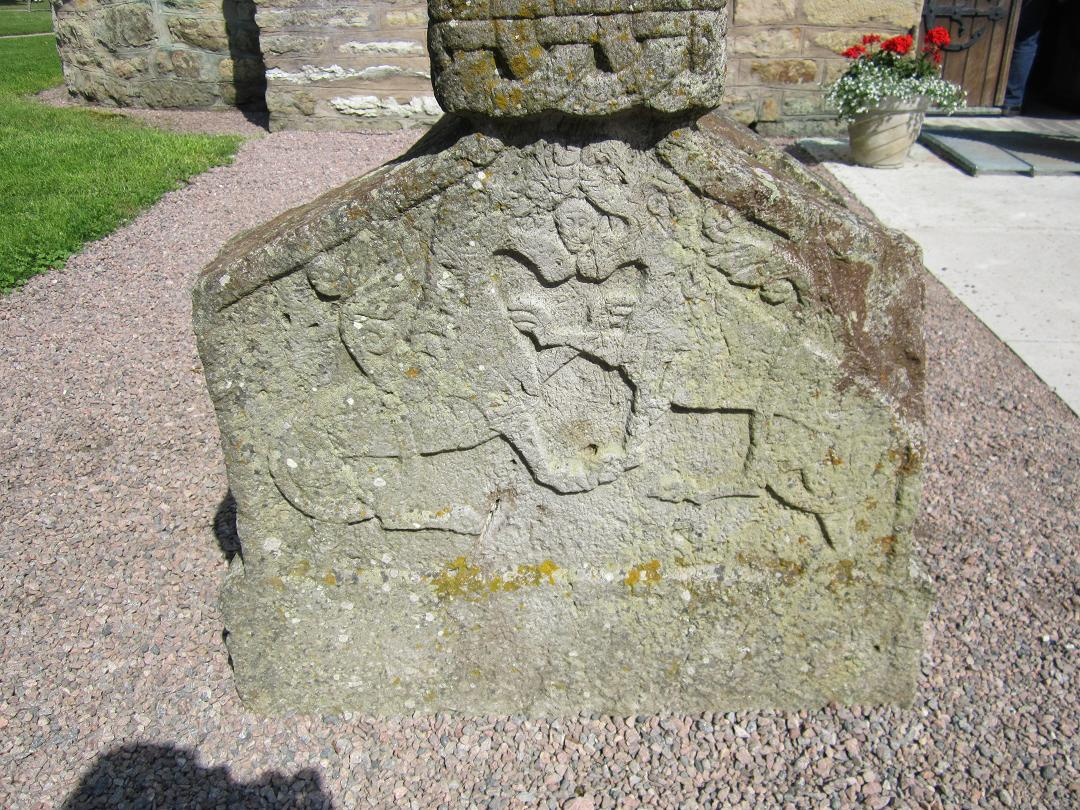
Hästar skulpterade på en 1000-talsgrav vid Husaby kyrka.

En gravsten är en, vanligtvis skulpterad eller graverad, sten som placeras ovanpå en grav.
Seder och bruk av gravstenar varierar mellan olika religioner.

## Historia
Redan 800 e.Kr. hade det utvecklats avancerade gravstensskulpturer hos de första kristna. De armeniska stenkorsen (Khachkars) har ett förkristet ursprung. Armenien var den första nation att anta kristendomen redan år 300 e.Kr. Stenkorsen tog sin form under 800-talet och försågs ofta med historiska inskriptioner. De har ingen motsvarighet i den övriga kristna världen. Den oskrivna regeln att aldrig plagiera ett annat kors har bidragit till en otrolig mångfald i formgivningen och variationen.

## Gravstenar i Sverige
Utseende, form och material är förhållandevis valfritt, men regleras i varje kyrkogårds regelverk vilka upprättas efter förslag som förvaltningarna har tillgång till.
Montering av gravstenar följer särskilda regelverk upprättade av de parter som tillhandahåller gravstenar och de organ som utför arbetet. Arbetet är förenat med hantering av tunga varor och skall anbringas på ett sätt som tål väder och vind.
Vård av gravstenen åvilar gravrättsinnehavaren att ombesörja genom eget arbete eller avtal med kyrkogårdsförvaltningen.
I Sverige är gravstenar oftast av granit men även marmor och andra material förekommer. En vertikal, slipad granitsten med skrift i versal Helvetica och djupblästrad skrift med ett inskriptionsdjup på minst 4 millimeter (helst 5 mm) anses vara helt underhållsfri och är läsbar i flera hundra år. Där inskriptionsdjupet endast är 1,5 à 2 mm erfordras regelbundet underhåll för bibehållen god läsbarhet. Är skriften förgylld bör underhåll ske med intervall på 10 à 15 år. Liggande stenar samt stenar med grunda inskriptioner är läsbara väsentligt kortare tid. En liggande marmorsten måste ofta bytas ut redan efter 30 år i svenska klimat, men vid Medelhavet är läsbarheten god ännu efter flera hundra år. En vertikal sten bör helst vara så hög, att inskriptionen är läsbar även om marken är täckt av ett för orten normalt snötäcke.
På vissa gravstenar finns gudsnamnet i form av tetragrammaton JHWH med hebreiska bokstäver (se exemplet från Sofia Albertina kyrka i Landskrona).

## Judiska gravstenar
På en judisk begravningsplats är alla stenar vända mot samma håll d.v.s. i den riktiningen Jerusalem ligger. På stenarna står den avlidnes hebreiska namn med datum för födelse och död. Överst på inskriptionen på en judisk gravsten brukar återfinnas två hebreiska bokstäver, פּ״נ eller פּ״ט Det är en förkortning för "Här vilar..." På hebreiska פּה נטמן respektive פּה טמונה - skillnaden beroende på om det är en man (det förstnämnda) eller en kvinna (det senare).
När man besöker en judisk grav finns också en tradition att lägga en liten sten ovanpå gravstenen. Det är för att visa att någon har besökt graven. Det finns olika teorier till hur denna tradition har uppstått.